# John Martin Vorys

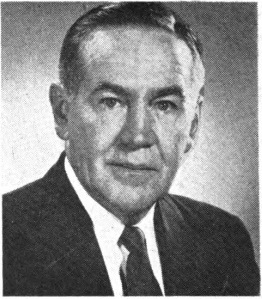
John Martin Vorys (1955)

John Martin Vorys (* 16. Juni 1896 in Lancaster, Ohio; † 25. August 1968 in Columbus, Ohio) war ein US-amerikanischer Politiker. Zwischen 1939 und 1959 vertrat er den Bundesstaat Ohio im US-Repräsentantenhaus.

## Werdegang
John Vorys besuchte die öffentlichen Schulen in Lancaster und Columbus. Während des Ersten Weltkrieges diente er auf dem europäischen Kriegsschauplatz als Pilot im Fliegerkorps der US Navy. 1919 absolvierte er die Yale University. In den Jahren 1919 und 1920 war er Lehrer an der chinesischen Niederlassung des Yale College in Changsha. Von 1921 bis 1922 war er als Assistant Secretary Mitglied der amerikanischen Delegation bei Abrüstungsverhandlungen in Washington, D.C. Nach einem Jurastudium an der Ohio State University und seiner 1923 erfolgten Zulassung als Rechtsanwalt begann er in Columbus in diesem Beruf zu arbeiten. Gleichzeitig schlug er als Mitglied der Republikanischen Partei eine politische Laufbahn ein. In den Jahren 1923 und 1924 saß er als Abgeordneter im Repräsentantenhaus von Ohio; von 1925 bis 1926 gehörte er dem Staatssenat an. Danach war er von 1929 bis 1930 Minister für Luftfahrt in Ohio.
Bei den Kongresswahlen des Jahres 1938 wurde Vorys im zwölften Wahlbezirk seines Staates in das US-Repräsentantenhaus in Washington gewählt, wo er am 3. Januar 1939 die Nachfolge des Demokraten Arthur P. Lamneck antrat. Nach neun Wiederwahlen konnte er bis zum 3. Januar 1959 zehn Legislaturperioden im Kongress absolvieren. Bis 1941 wurden dort die letzten der New-Deal-Gesetze der Roosevelt-Regierung verabschiedet. Seit 1941 war auch die Arbeit des Kongresses von den Ereignissen des Zweiten Weltkrieges und dessen Folgen geprägt. In seine Zeit im Kongress fielen auch der Beginn des Kalten Krieges, der Koreakrieg und innenpolitisch die Bürgerrechtsbewegung.
1951 war Vorys amerikanischer Delegierter bei der Generalversammlung der Vereinten Nationen;  von 1949 bis 1959 war er als Regent Vorstandsmitglied der Smithsonian Institution. Im Jahr 1958 verzichtete er auf eine weitere Kongresskandidatur. Nach seiner Zeit im US-Repräsentantenhaus praktizierte Vorys wieder als Anwalt. Er starb am 25. August 1968 in Columbus, wo er auch beigesetzt wurde.